# Томасово галаго
Томасовото галаго (Galago thomasi) е вид бозайник от семейство Галагови (Galagidae).

## Разпространение и местообитание
Разпространен е в Ангола, Габон, Екваториална Гвинея, Замбия, Камерун, Демократична република Конго, Република Конго, Кот д'Ивоар, Нигерия, Сенегал, Сиера Леоне, Танзания и Уганда.